# Helena Nyblom
Helena Nyblom (7 de dezembro de 1843 - 9 de outubro de 1926) foi uma autora de histórias infantis suecas. Ela é talvez a mais lembrada por The Swan Suit.  Ela morreu em Estocolmo.

## Biografia

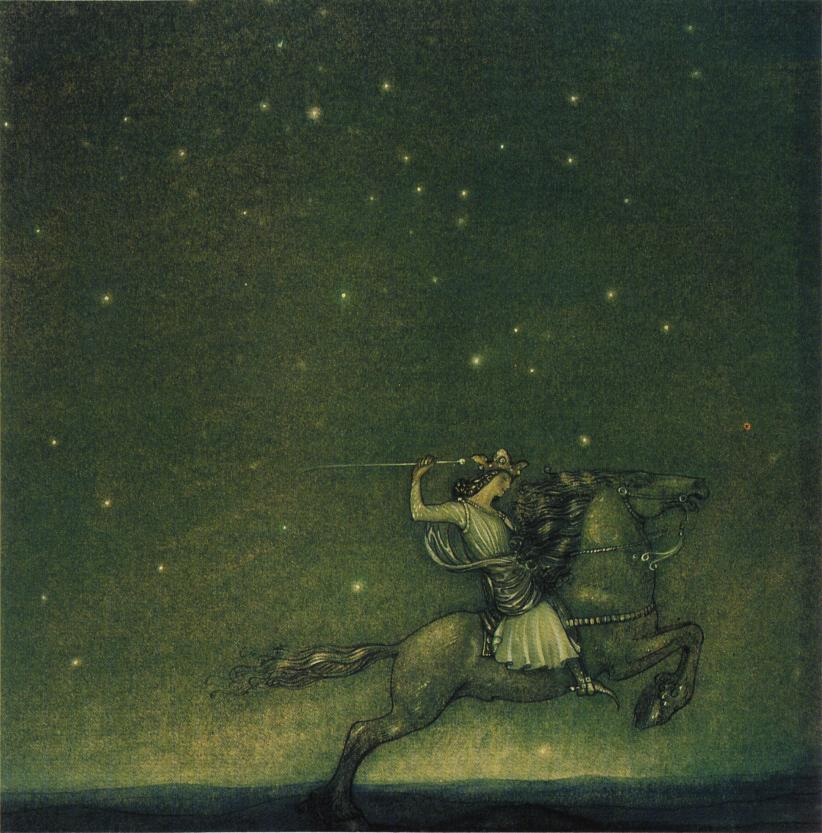
Ilustração, de John Bauer, do conto de fadas de Helena Nyblom "The Ring".

Helena nasceu em Copenhague, na Dinamarca, filha do pintor dinamarquês Jørgen Roed. Seu irmão era o pintor Holger Roed . Em setembro de 1864, casou-se com o acadêmico sueco Carl Rupert Nyblom, professor associado de estética da Universidade de Uppsala e, no final do mês, os recém-casados levaram um vapor para Uppsala.
Os primeiros escritos de Helena foram poemas e contos. As histórias, escritas em dinamarquês e depois traduzidas para o sueco pelo marido, foram publicadas pela primeira vez no Ny Illustrerad Tidskrift ( Novo Jornal Ilustrado ) e posteriormente coletadas em quatro volumes entre 1875 e 1881. Helena não pensava muito nas histórias, que considerava caldeiras. (Os Nybloms tiveram seis filhos e precisavam do dinheiro. ) Musicalmente, ela se dedicou mais a seus poemas, muitos dos quais mais tarde foram definidos por Emil Sjögren e outros compositores. Sua primeira coleção de poemas, escrita em dinamarquês, saiu em 1881. Atraiu atenção não apenas na Dinamarca, mas também na Suécia, onde foi elogiada pelo poeta Carl Snoilsky.
Ela publicou seus primeiros contos de fadas em 1897, quando tinha 54 anos. Ao todo, ela escreveu mais de 80 contos de fadas, nos quais misturou folclore sueco, mitos antigos e motivos românticos. Muitos de seus contos contêm mensagens feministas claras. Além de publicar suas próprias coleções, ela também contribuiu para o folclore sueco e os contos de fadas anuais, Entre Gnomos e Trolls, onde muitos de seus contos foram ilustrados por John Bauer.
Em 1895, Helena se converteu ao catolicismo romano na Igreja de St. Eugenia (Estocolmo). A conversão recebeu grande atenção da mídia e ela sofreu muitas críticas em seu círculo de amigos por se apaixonar por Roma. O marido, que não era católico, defendeu publicamente sua conversão. A minoria católica em Estocolmo orgulhava-se do famoso convertido. (Como Nyblom se converteu na idade adulta, seus filhos foram educados na Igreja da Suécia, mas um filho se converteu mais tarde na vida e deu origem a uma grande família católica. )
Nyblom morreu em 9 de outubro de 1926 e está enterrada no antigo cemitério de Uppsala.

## Trabalhos traduzidos para o inglês
- The Little Maid Who Danced to Every Mood and the Knight Who Wanted the Best of Everything (c1910)
- Jolly Calle and Other Swedish Fairy Tales (1912)
- The Witch of the Woods: Fairy Tales from Sweden (1968)
- The Queen's Necklace: A Swedish Folktale (1994)